# Vol d'armes et de munitions en 2004 à Chittagong
L'incident du vol d'armes et de munitions en 2004 à Chittagong, au Bangladesh, se passe dans la nuit du 1er avril 2004, lorsque la police et les garde-côtes ont interrompu le chargement de dix camions et ont saisi de nombreuses armes et munitions illégales sur une jetée de la Chittagong Urea Fertilizer Limited (CUFL), sur la rivière Karnaphuli. Il s'agirait du plus grand incident de contrebande d'armes de l'histoire du Bangladesh.
Les enquêteurs pensent que la livraison était destinée au Front uni de libération de l'Assam (ULFA), un groupe militant qui cherche à obtenir l'indépendance de l'Assam vis-à-vis de l'Inde et qui est considéré comme responsable de milliers de morts depuis 1979. Le chef de son aile militaire, Paresh Baruah (en), qui vivait alors à Dacca, figurait parmi les 50 personnes finalement inculpées dans cette affaire.
Cet incident s'est produit sous l'administration du Parti nationaliste du Bangladesh et de son alliance quadripartite, qui ont dirigé le gouvernement de 2001 à fin octobre 2006. Les analystes des médias ont déclaré que, compte tenu de l'ampleur de l'opération et des problèmes de corruption existants, on pensait que de hauts fonctionnaires et des agents de renseignement étaient impliqués dans les plans de contrebande. En 2004, des accusations de contrebande d'armes ont été portées contre 45 personnes au total en vertu de la loi sur les forces armées (pouvoirs spéciaux) et des accusations de trafic d'armes contre 43 personnes en vertu de la loi sur les armes. En mars 2009, l'un des accusés a présenté une déclaration de dix pages sur l'affaire, affirmant avoir informé la police de l'implication du gouvernement de haut niveau dès 2005. Il a déclaré que ses aveux n'avaient pas été enregistrés et que des fonctionnaires l'avaient mis en garde contre la répétition de ses déclarations, sous peine de mort.
Début 2007, le gouvernement intérimaire a déposé des accusations de corruption contre plus de 160 hommes politiques, fonctionnaires et hommes d'affaires ; il a continué à développer cette affaire. Les poursuites dans cette affaire de contrebande se sont poursuivies sous le gouvernement de la Ligue Awami, formé après avoir remporté les élections générales de décembre 2008.

## Saisie
La police et les garde-côtes ont interrompu le chargement de matériaux dans le cadre de cette affaire de contrebande. Ils ont saisi dix camions remplis de matériel : au total, 4 930 armes à feu sophistiquées de différents types, 27 020 grenades, 840 lance-roquettes, 300 roquettes, 2 000 tubes lance-grenades, 6 392 chargeurs et 1 140 520 balles, qui étaient en train d'être chargés sur dix camions à partir de bateaux à deux moteurs sur la jetée de la CUFL dans le port de Chittagong. Les armes illégales étaient vraisemblablement destinées à l'ULFA, l'organisation militante qui œuvre pour l'indépendance de l'Assam vis-à-vis de l'Inde et dont de nombreux membres sont basés au Bangladesh. Cette organisation est classée comme un groupe terroriste par l'Inde et considérée comme responsable de milliers de morts depuis sa création en 1979,.
Ahadur Rahman, alors responsable du poste de police de Karnaphuli, a ouvert une enquête sur l'incident le 3 avril 2004. Il a été nommé officier d'investigation (IO) pour ces affaires. Après 22 jours, les affaires ont été transférées au CID national, où l'ASP AKM Kabir Uddin a été nommé IO. Il a présenté le premier acte d'accusation au tribunal le 11 juin 2004. En 2004, des accusations de contrebande d'armes ont été portées contre 45 personnes au total en vertu de la loi sur les pouvoirs spéciaux et des accusations d'armes contre 43 personnes en vertu de la loi sur les armes.
Le BNP, qui dirigeait le gouvernement au moment de l'incident de contrebande, a démissionné à la fin de son mandat en octobre 2006 et un gouvernement intérimaire a pris la relève pour la période de 90 jours précédant les élections. Le 11 janvier 2007, le conseiller principal et président Iajuddin Ahmed a annoncé qu'il démissionnait de son poste de CA et qu'il nommait un remplaçant ; l'armée était intervenue pour soutenir un gouvernement neutre après le retrait de la Ligue Awami des élections prévues pour le 22 janvier. L'éminent banquier, Fakhruddin Ahmed, qui avait travaillé à la Banque mondiale, a été nommé conseiller principal. À l'époque, le gouvernement a relevé de ses fonctions le major général Rezzakul Haider Chowdhury , alors directeur général des services de renseignement de la sécurité nationale, et l'a placé sous enquête.

## Procès
Depuis 2007, l'accent est mis sur les poursuites pour les charges de contrebande d'armes et d'armes illégales dans cette affaire de contrebande. Parmi les personnes inculpées dans cette affaire figurent les hommes politiques et les officiers militaires suivants, qui avaient occupé des postes à responsabilité dans le gouvernement dirigé par le BNP, qui a démissionné à la fin de son mandat fin octobre 2006 :
- L'ancien directeur général de la Direction générale du renseignement des forces, le major général Rezzakul Haider Chowdhury[6] ;
- Ancien directeur général de la services de renseignement de sécurité nationale (en), le général de brigade Abdur Rahim[7] ;
- ancien secrétaire adjoint au ministère des Industries, Nurul Amin[8] ;
- ancien directeur du NSI : le commandant d'escadre Shahabuddin Ahmed[9] ;
- le major Liakat Hossain[10] ;
- l'agent de terrain Akbar Hossain[11].

En outre, les hauts responsables des entreprises suivantes ont été inculpés dans cette affaire : Mohshin Talukder, directeur général de Chittagong Urea Fertiliser Limited, et son directeur général, AKM Enamul Haque.
Le chef de la branche militaire de l'ULFA, Paresh Baruah (en), a également été inculpé. Depuis 1979, l'ULFA est impliquée dans des violences ayant entraîné la mort de milliers de personnes dans sa lutte pour l'indépendance de l'Assam vis-à-vis de l'Inde. « Les autorités indiennes se plaignent depuis longtemps que le Bangladesh soit devenu un refuge pour les groupes d'insurgés actifs dans les États du nord-est de l'Inde ». Depuis 2008, le gouvernement du Bangladesh collabore avec l'Inde contre ces groupes terroristes.
Nurul Amin et Paresh Baruah ont fui le pays avant d'être arrêtés. De nombreux autres suspects ont été arrêtés.
Le 26 juin 2011, l'agent d'enquête chargé de l'affaire de contrebande a présenté un acte d'accusation supplémentaire devant le tribunal du Chief Metropolitan Magistrate, Paresh Chandra Sharma, qui implique onze autres personnes. Si l'on tient compte des chevauchements, le nombre total de suspects inculpés est de 50 dans l'affaire de contrebande et de 52 dans l'affaire des armes. Parmi les nouvelles personnes inculpées figurent Motiur Rahman Nizami, ancien ministre de l'Industrie sous le gouvernement BNP, et Lutfozzaman Babar, ancien ministre d'État à l'Intérieur. Quatre suspects sont décédés depuis que les premières accusations ont été portées.
Md Hafizur Rahman et Din Mohammad, inculpés dans l'affaire de contrebande, ont présenté des déclarations au magistrat métropolitain Md Osman Gani le 2 mars 2009, affirmant que l'énorme quantité d'armes et de munitions était passée en contrebande sous la supervision directe du dirigeant d'Ulfa Paresh Barua, qui résidait à Dacca à cette époque. En outre, ils ont déclaré que de nombreux hommes associés au gouvernement dirigé par le BNP et au parti Jatiya, y compris des membres du Parlement, des fonctionnaires, des dirigeants du National Security Intelligence (NSI) et de la Directorate General of Forces Intelligence (DGFI), étaient parfaitement au courant de l'opération.
Hafizur a fait une déclaration de dix pages, réitérant ce qu'il a dit être des informations fournies précédemment à la police après sa reddition le 25 octobre 2005. Il a toutefois précisé que ses aveux antérieurs n'avaient jamais été enregistrés et que des fonctionnaires l'avaient mis en garde contre de telles déclarations. Il a déclaré dans sa déclaration de 2009 qu'ils l'avaient menacé de mort. Il a raconté avoir été contacté pour la première fois en 2001 pour accepter une cargaison à Chittagong. Ce n'est qu'en février 2004 qu'il a appris la véritable identité d'un homme qu'il connaissait initialement sous le nom de Zaman ; l'homme a admis être Paresh Baruah, chef de la branche militaire de l'ULFA.
Les procès ont débuté en 2012 à Chittagong. Le 28 novembre 2012, une sécurité renforcée a accompagné dix des onze personnes accusées qui ont été présentées au tribunal. Ce jour-là, le témoin à charge Mobin Hossain Khan, ancien responsable adjoint de la sécurité de la Chittagong Urea Fertilizer Limited (CUFL), a déclaré que l'ancien secrétaire aux industries Nurul Amin avait été informé à l'avance de l'opération de contrebande. Les séances suivantes ont été programmées pour le 7 janvier 2013.

## Verdict
Le 30 janvier 2014, un tribunal spécial de Chittagong a commué la peine de mort prononcée à l'encontre de Paresh Barua et de treize autres personnes, dont le chef du Jamaat et ministre de l'Industrie de l'époque, Motiur Rahman Nizami, et le ministre de l'Intérieur de l'époque, Lutfozzaman Babar, pour avoir fait entrer clandestinement dix camions d'armes à feu en 2004.